# Колосов, Леонид Викторович
Леони́д Ви́кторович Ко́лосов (укр. Леонід Вікторович Колосов; 6 мая 1938, Днепропетровск — 28 января 2000, Днепропетровск) — советский и украинский горный инженер-механик, учёный в сфере прикладной механики. Специалист в области шахтного подъёма.

## Биография
Леонид Колосов родился 6 мая 1938 года в Днепропетровске.
В 1960 году окончил Днепропетровский горный институт (ДГИ) по специальности «Горные машины». После окончания института работал по распределению три года инженером-конструктором рудника на Камышбурунском железорудном комбинате. В 1963—1966 годах учился в аспирантуре ДГИ, в 1967 году защитил диссертацию на соискание учёной степени кандидата технических наук под руководством Фёдора Флоринского. После окончания аспирантуры последовательно занимал должности старшего инженера НИСа, старшего научного сотрудника (1967—1970), доцента кафедры строительной и теоретической механики (1970—1980).
В 1987 году защитил диссертацию на соискание учёной степени доктора технических наук на тему «Научные основы разработки и применения резинотросовых канатов подъемных установок глубоких рудников», в которой обобщил исследования по созданию теории усталостного разрушения канатов. В 1988 году Леониду Колосову было присвоено учёное звание профессора.
Леонид Колосов продолжил исследования научной школы теории и расчёта шахтных подъёмных канатов Александра Динника и Фёдора Флоринского, исследовал динамику стальных канатов в условиях их взаимодействия с подъёмной машиной. В соавторской монографии «Вертикальный транспорт на горных предприятиях» (1975) изложил совместное решение механической системы и системы управления приводом и тормозом подъемной машины. Под руководством Колосова было создано новое научное направление по расчёту и конструированию плоских резинотросовых канатов, разработана теория расчёта этих канатов, их конструкции, техническая документация по изготовлению и эксплуатации. Колосов создал канаты второго поколения, которые с 1995 года производятся РМЗ ПАО «Кривбассжелезрудком» и эксплуатируются на всех многоканатных подъёмах Криворожского железорудного бассейна и на угольных шахтах России, Украины, Казахстана.
Автор более 200 научных работ. Под руководством Леонида Колосова были защищены девять кандидатских и пять докторских диссертаций.
Умер 28 января 2000 года в Днепропетровске.

### Монографии
- Потураев В. Н., Червоненко А. Г., Колосов Л. В. и др. Вертикальный транспорт на горных предприятиях: Конструкции, основы теории и расчёта / Под общей редакцией профессора доктора технических наук В. Н. Потураева. — М.: Недра, 1975.
- Гаркуша Н. Г., Колосов Л. В., Обухов А. Н. и др. Подвесные устройства шахтных подъёмных сосудов / Под редакцией Н. Г. Гаркуши. — Недра. — М., 1980. — 105 с.
- Конвеєрна стрічка: розрахунок, експлуатація в умовах гірничо-металургійного виробництва. — Днепропетровск: Арт-Прес, 2000. — 63 с.

### Статьи
- Заболотный С. В., Колосов Л. В. и др. Навеска и эксплуатация резинотросовых канатов на скиповом подъёме шахты «Родина» // Горный журнал. — 1972. — № 8.
- Колосов Л. В., Джур В. В. О долговечности и запасе прочности резинотросовых канатов // Вестник машиностроения. — 1984. — № 3.
- Колосов Л. В. Рациональные параметры высокопрочных резинотросовых канатов // Известия вузов. Горный журнал. — 1989. — № 2. — С. 105—109.
- Колосов Л. В., Ропай В. А., Шидо Н. Н. Анализ конструкций шахтных уравновешивающих канатов и опыта их эксплуатации // Горный журнал. — 1996. — № 9—10. — С. 93—96.
- Новые обрезиненные уравновешивающие канаты // УУ. — 1997. — № 4.
- Новые перспективные конструкции шахтных канатов // Горный журнал. — 1999. — № 6.